# Enueg
L'enueg o enuig (pronuncia occitana [eˈnɥɛtʃ], catalana [əˈnutʃ] o [aˈnutʃ]) nella poesia provenzale è un sottogenere del sirventese in cui vengono espresse lamentazioni per le preoccupazioni quotidiane e sono enunciate cose fastidiose (il nome significa appunto noia, fastidio, protesta, vessazione,...), al contrario del plazer. 

## Storia
Il Monaco di Montaudon fu il primo a utilizzare l'enuig e probabilmente ne fu anche l'inventore, imitato poi del poeta italiano Gherardo Patecchio di Cremona (fl. 1228) in Frotula noiae moralis, due scambi in rime con Ugo di Perso.
          Noioso son, e canto de noio

          qe me fai la rëa çent noiosa.

          Eu veço l'omo, com' l'è plui croio,

          tant eleçe vita plui grecosa

          en vestir e 'n parlar de regoio

          e 'n far ogni causa desdegnosa.

          Si m'è noia, no sai que me faça,

          q'eu no trovo compagno qe.m plaça:

          tanta noia me destrenz e abraça,

          o' qe.m sia, enoia me menaça.

          [...]
Nella letteratura italiana del Duecento viene ripreso, tra gli altri, da Cenne de la Chitarra nella parodia dei sonetti de' mesi di Folgóre da San Gimignano, Guittone d'Arezzo, Chiaro Davanzati, Bindo Bonichi di Siena e Cino da Pistoia. Nel XIV secolo, tra gli altri, abbiamo il poeta fiorentino Antonio Pucci, nel XV Simone Serdini e Serafino Aquilano; nel XVI Michelangelo Buonarroti.
L'enueg viene oltretutto a perpetuarsi nella letteratura medievale catalana e in quella galiziano-portoghese con Fernan Garcia Esgaravunha e Joan Soares Coelho nel XIII secolo e nel XV con Jordi de Sant Jordi e Romeu Llull.
Tra i poeti francesi che lo utilizzarono ci fu Eustache Dechamps.